# Estufa (Albuquerque)
Estufa es una estructura histórica en el campus de la Universidad de Nuevo México (UNM) en Albuquerque, la ciudad más poblada del estado de Nuevo México (Estados Unidos). Fue construida entre 1907 y 1908 por una fraternidad social local. Está incluida tanto en el Registro Estatal de Propiedades Culturales de Nuevo México como en el Registro Nacional de Lugares Históricos.
Estufa sigue el modelo de una kiva, un lugar de reunión ceremonial utilizado por la gente Pueblo. Tiene paredes gruesas de adobe y una sola habitación sin ventanas con asientos en los bordes. La construcción fue guiada por el presidente de la UNM William G. Tight, quien promovió el uso de la arquitectura neopueblo en el campus. Estufa fue uno de los primeros edificios en Nuevo México en emplear este estilo.

## Nombre
Estufa viene del nombre que se le daba a una sala de reuniones en una vivienda de los indios Pueblo (es decir, una kiva), según el Webster's Revised Unabridged Dictionary, 1998.

## Historia
Estufa fue construida entre 1907 y 1908 por una fraternidad social local y ha servido desde 1915 como el lugar de reunión principal del capítulo Pi Kappa Alpha anteriormente conocida como Yum Yum Society. El proyecto recibió el apoyo del presidente de la UNM, William G. Tight, quien estaba interesado en fortalecer las hermandades estudiantiles del campus. Al mismo tiempo, Tight promovía la arquitectura neopueblo en la UNM y había supervisado la construcción de dos nuevos dormitorios y una planta de calderas en ese estilo. Bajo esta influencia, los Tri-Alphas construyeron su sala de reuniones en forma de kiva o "estufa", una característica tradicional de la arquitectura Pueblo.
El proyecto comenzó en enero de 1907, aunque el trabajo evidentemente avanzó lentamente y no se terminó hasta abril de 1908. El periódico estudiantil UNM Weekly informó ese mes que:

La casa de fraternidad más singular del mundo se acaba de terminar en el campus de la Universidad. Sigue el modelo de la moda india y, de hecho, es una contraparte casi exacta de las estufas de San Domingo. 
 La casa consta de una gran sala elíptica, sin ventanas. La entrada es una gran escalera exterior, que asciende a la azotea, desde la que, a través de una trampilla, se descienden unos escalones al interior. En el interior hay una gran chimenea, de verdadero diseño indio, mientras que las vigas y las vigas de arriba se suman al efecto. El conjunto está revestido de cemento y es una imitación admirable de la estufa real.

Los Tri-Alpha celebraron su primera reunión en Estufa el 20 de febrero de 1908, mientras el edificio aún estaba sin terminar. En 1915, Alpha Alpha Alpha se convirtió en el capítulo Beta Delta de Pi Kappa Alpha, la primera fraternidad nacional de la UNM, y Estufa ha sido su principal sitio de reunión durante casi 100 años. Durante su larga historia como sala del consejo de la fraternidad, Estufa ha estado involucrada en numerosas bromas y ha sido asaltada o destrozada muchas veces, a menudo por la fraternidad rival Sigma Chi. El edificio es accesible solo para los miembros de Pi Kappa Alpha y se supone que ninguna mujer ha entrado al inmueble.
Estufa ha sobrevivido a colisiones vehiculares accidentales e intencionales, así como a "intentos de destruirla con fuego, dinamita, agua y otras armas", según un artículo del Albuquerque Journal Solo en 1947 sufrió cuatro incendios. Una explosión accidental de gas en 1958 dejó cinco personas heridas y muchos daños materiales. En los años 1960, parecía condenado por un proyecto de ampliación de University Boulevard, pero los planificadores de la ciudad finalmente eligieron un trazado más al oeste que mantuvo Estufa fuera de peligro. Fue agregado al Registro de Bienes Culturales del Estado de Nuevo México y al Registro Nacional de Lugares Históricos en 1988. 

## Arquitectura
Estufa es un edificio elíptico de un piso modelado libremente a partir de una kiva en Pueblo Kewa. Como tal, fue una de las primeras expresiones del estilo neopueblo en Nuevo México, y es el ejemplo más antiguo que se conserva en la UNM. Las paredes son de adobe y miden aproximadamente 36 cm espesor. Originalmente, se accedía al edificio a través de una escalera exterior y una trampilla en el techo, pero desde entonces esta disposición ha sido reemplazada por una puerta más convencional. El interior de Estufa tiene una sola habitación sin ventanas, de aproximadamente 46 m²  en el área, que se ha descrito como un pozo con asientos alrededor del borde.
A pesar de la prevalencia de la arquitectura de estilo neopueblo en la UNM, Estufa es uno de los dos únicos edificios en el campus hechos de adobe. El otro es el Naval Science Building diseñado por John Gaw Meem.